# Rockglen
Rockglen (offiziell Town of Rockglen) ist eine Gemeinde in den Burning Hills in den Wood Mountain Uplands, in Saskatchewan, Kanada. Als kommunale Dienstleistungen werden eine Schule, eine Gemeindehalle, eine öffentliche Bibliothek und fünf Parks zur Verfügung gestellt. Der Ort dient als Unterzentrum der Versorgung des Umlands.
Die Stadtverwaltung der Landgemeinde Nr. 12 „Poplar Valley“ liegt innerhalb der Ortschaft Rockglen. Die Wirtschaft des Ortes wird im Wesentlichen von der Landwirtschaft getragen. In den Burning Hills wird Ackerbau und Viehwirtschaft betrieben.
Rockglen liegt südlich von Assiniboia am Highway 2 und westlich von Coronach am Highway 18. Die Highways 2 and 18 verlaufen ab Rockglen gemeinsam nach Westen bis Killdeer. Rockglen Airport (CKC7) liegt 2,2 km östlich der Ortschaft.

## Geschichte
Rockglen liegt in einer Landschaft, die von der letzten Eiszeit unberührt blieb. Fossilien und Werkzeuge der Ureinwohner – Völker der Assiniboine, Plains Cree und Blackfoot – sind häufig zu finden. Am stärksten geprägt wurde das Gebiet des heutigen Rockglen durch die Anhänger von Sitting Bull. Nach der Schlacht am Little Bighorn 1876 flüchteten 5000 Lakota Sioux in die Wood Mountain Uplands, wo sie im Bereich der North-West Mounted Police unter dem Kommando von Major James Morrow Walsh lebten. Diese Hügel wurden zuerst im Rahmen der Henry-Youle-Hind-Expedition im Jahre 1858 vermessen. 1879 legte die US-Kavallerie im angrenzenden Montana Brände, welche bis nach Rockglen die Prärie verbrannten. Sie führten zu einer Hungersnot unter den Lakota-Sioux und gaben den Burning Hills ihren Namen.
In diesen Burning Hills befand sich die Ferbane Ranch. Im Jahre 1910 wurde diese Kleinsiedlung zum Postamt und bald bauten deutsche und österreichisch-ungarische Siedler Gehöfte aus Teerpappehütten und Plaggenhütten. Holzhäuser wurden für Geschäfte errichtet, wie die Pool Hall, welche auch die Wesley-Methodistenkirche beherbergte. Diese wurde 1925 zur Wesley United Church of Canada. Valley City wurde zur inoffiziellen Gemeinde.
Im Norden wurde das Kent-Gehöft 1915 zum Postamt. Bald darauf baute Beromé Prefontaine ein Geschäft und im Jahre 1917 wurde das Dorf Joeville, benannt nach Joseph Prefontaine, gegründet. 1926 war Joeville eine wohlhabende Gemeinde, als die Canadian Pacific Railway eine Eisenbahnlinie von Assiniboia nach Süden errichtete. Sowohl der Saskatchewan Wheat Pool als auch die Alberta Pacific Grain Co. Ltd. bauten entlang der Eisenbahn die für die Prärien typischen hohen Getreidespeicher.
Joeville teilte sich in die französische Gemeinde Lisieux in der Nähe der Getreidespeicher und 26 Gebäude wurden nach Süden zur Abzweigstelle der neuen CPR-Bahn in der Nähe von Valley City umgesiedelt. Valley City selbst wurde in den Norden der Bahnlinie versetzt und 1927 unter dem Namen Rockglen neu gegründet.
Schon bald konnten die Gemeindeaufgaben in dem kleinen Dorf erfüllt werden. Mr. Sproul betrieb eine Schule im Pinking Hotel auf der Centre Street. Die ganze Gemeinde trug hierzu bei, Tische und Tafeln wurden von den ansässigen Schreinern gestellt und Mr. Sproul sammelte Geld hierfür. Zur Erleichterung der Geschäfte in der Centre Street konnte schon 1928 ein richtiges Schulgebäude gebaut werden. Es hatte drei Räume: Mr. Preston war der Schulleiter und die zwei Klassen wurden von Miss Campbell und Miss Jarvis unterrichtet. 1929 errichtete das Rote Kreuz ein Krankenhaus, ein festes Postamt wurde gebaut, eine Zweigstelle der Imperial Bank of Canada in Rockglen eingerichtet und Charlie Switallo’s Hardware Store begann seine Karriere als das bis heute am längsten betriebene Geschäft in Rockglen.
Elektrisches Licht wurde von 1929 bis 1950 von der Rockglen Power Company zur Verfügung gestellt. Der Strom wurde täglich von der Dämmerung bis Mitternacht zur Verfügung gestellt. Eine dreimalige Unterbrechung zeigte an, dass der Strom abgeschaltet wurde. Erst 1950 wurde Rockglen an das Netz der Saskatchewan Power Corporation angeschlossen und eine vollständige 110-V- und 120-Volt-Abdeckung eingerichtet.
Die Wirtschaftskrise der 1930er-Jahre führte zu einer Verarmung der ländlichen Gebiete, welche sich durch die fortschreitende Industrialisierung der Landwirtschaft in der Folgezeit und nach dem Zweiten Weltkrieg verschärfte. Die nahegelegenen Ortschaften Constance und Strathcona wurden aufgegeben und die kleinen Landschulhäuser durch ein zentralisiertes System mit Schulbussen bzw. Kettenfahrzeuge im Winter ersetzt. Rockglen wuchs auf eine Bevölkerung von 500 Einwohnern an und erhielt die Stadtrechte. L. J. Bolster wurde zum ersten Bürgermeister gewählt. In den 1960er-Jahren wurde ein neues Schulgebäude errichtet, weiterhin neue Gebäude für das Postamt, die Schulverwaltung, die Imperial Bank of Canada und ein Hotel gebaut.
In den späten 1970er-Jahren führte die steigende Inflation in Kombination mit außergewöhnlich hohen Getreidepreisen dazu, dass viele Farmer in den Ruhestand gingen und sich in Rockglen niederließen. 1975 wurde der Bau des Braunkohlekraftwerks Poplar River Power Station im naheliegenden Coronach begonnen und 1981 wurde es in Betrieb genommen. 1981 wurde außerdem ein neuer Saskatchewan-Wheat-Pool-Getreidespeicher errichtet, welcher heute der letzte Getreidespeicher in Rockglen ist und sich im Eigentum der Poplar Valley Producers Co-operative befindet. Das hierdurch eintretende Bevölkerungswachstum führte zur Errichtung von Wohnbauten entlang der Second Avenue und Hillcrest Drive. Dies sind bis heute die letzten Baugebiete in Rockglen.
1988 wurde John „Jack“ Wolfe aus Rockglen als Mitglied der Progressive Conservative Party of Saskatchewan zum Abgeordneten gewählt. Er gehörte dem Provinzparlament bis 1991 an.

## Politik
Als Kleinstadt hat Rockglen einen Bürgermeister, welcher die Exekutivpflichten erfüllt, und einen Stadtrat, welcher Gemeindebeschlüsse fasst. Bürgermeister ist derzeit Erwin Jackson. Der Stadtrat wird durch die Räte Michael Ryan, Michael Bakken, Thomas Goldbeck, Lacey Goldbeck, Tini Loiselle, Justin Quarri gebildet. Die Judikative wird durch die Provinzregierung in Umsetzung des Municipal Act übernommen.

## Geografie und Bevölkerungsstruktur
Nach der Volkszählung von 2001 leben im Stadtgebiet von Rockglen auf 2,82 km² 450 Einwohner. Dies bedeutet ein Rückgang von 6,4 % seit 1996, als die Bevölkerung noch 481 Menschen betrug, die in 239 Häusern lebten. Nach der Volkszählung von 2011 waren es noch 400 Einwohner, 2016 wuchs Rockglen wieder auf 441 Einwohner an. Die Ortschaft liegt damit auf Rang 345 von 903 in Saskatchewan.

## Wirtschaft
Rockglen bietet im Wesentlichen Dienstleistungen für das landwirtschaftlich geprägte Umland und die wachsende Anzahl an Ruheständlern an, wie die medizinische und tierärztliche Versorgung, Unterhaltung und Einkaufsmöglichkeiten. Weiterhin werden das nahegelegene Braunkohlekraftwerk Poplar River Power Station sowie das Kohleabbaugebiet der Poplar River Mine von Rockglen aus versorgt.
Der einzige produzierende Gewerbebetrieb in Rockglen ist Nielson’s Welding am Highway #2. Der wichtigste Wirtschaftsbetrieb ist der Rockglen Co-op, welcher der größte Co-op südlich von Assiniboia, Saskatchewan ist und wegen des Verkaufs von Produkten wie Bauholz an Viehwirte aus Montana auch einen signifikanten Anteil am grenzüberschreitenden Geschäftsverkehr hat.
Die Eisenbahnanbindung war in privater Trägerschaft der Canadian Pacific Railway, bis ein kurzer Streckenabschnitt durch die Southern Rails Cooperative 2006 übernommen wurde; Rockglen ist nun ein Übergabepunkt zwischen der Southern Rails Cooperative und der Canadian Pacific Railway.
Weitere privatwirtschaftliche Gewerbe sind u. a.:
- Burning Hills cafe
- Rockglen Agencies (1985) Ltd. Insurance and Licenses www.RockglenAgencies.com
- Rockglen Killdeer Credit Union
- Poplar Hills Producers Co-op
- Rollin’ Rock Hotel & Bar
- Coop Run Grocery Store and Gas Station
- Borderland Vet Clinic
- Valley Farm & Ranch Supply
- Dreamland Theatre (geschlossen)
- Star Tusk Enterprises Inc. [Website Development]

## Verkehr
Die Gemeinde Rockglen ist ein anteiliger Eigentümer der Fife Lake Railway.